# گاودانه
گاودانه یا کرسنه (نام علمی: Vicia ervilia) گیاهی از خانواده باقلاییان و از سرده ماشک‌ها است. گاودانه یکی از قدیمی‌ترین دانه‌های مورد استفاده بشر است که منطقه اصلی آنرا مدیترانه می‌دانند. در گذشته گیاه گاودانه به منظور تأمین غذای دام کشت می‌گردیده‌است ولی امروزه می‌توان آنرا از جمله گیاهان فراموش شده بشمار آورد. این گیاه کشت و کار آسانی دارد و می‌تواند در خاک‌های قلیایی و کم عمق به راحتی رشد کند. کشت این گیاه از سال‌های قبل در غرب و شمال غرب ایران انجام می‌شده و از لحاظ بوم‌شناسی سازگاری با خشکسالی و پراکنش نامطلوب باران دارد و در تناوب با گندم توصیه می‌گردد.

## نام‌ها در دیگر زبان‌ها
این گیاه دارای اسامی متنوعی است. در فرهنگ دهخدا آمده کرسنه گیاهی است که به دانه‌اش گاودانه گویند. در افغانستان به آن مشنگ گویند و در آذربایجان به آن کوروشنه گویند. در کردی به آن کرزن و گایانه و در ترکیه به آن بورچاک گویند. در اسپانیایی یرو و یونانی رووی و بالاخره در انگلیسی به bitter vetch معروف است.

## مصرف به وسیله انسان
گاودانه دارای مزه تلخی است؛ و در صورتی که بخواهد برای انسان استفاده شود باید مزه تلخ آن با استفاده از فرآوری با روش‌ها خاص از بین برود. معمولاً در برخی از جوامع فقیر و در قحطی از گاودانه به منظور تغذیه انسان استفاده می‌شود. البته با توجه به برخی از گزارش‌ها گاودانه می‌تواند مصرف دارویی نیز داشته باشد.
در ایران این دانه را پس از فراوری و پخت طولانی به صورت غذایی هلیم مانند به رنگ قهوه‌ای در آورده که به آن سنگک خوراک یا هلیم سنگک می‌گویند و جزو صبحانه‌هایشان محسوب می‌شود.
ابن سینا در جلد دوم کتاب قانون در طب می‌فرماید: هر نخودی به ویژه نخود گاودانه‌ای رنگ و سیاه گرفتگی‌های کبد و طحال را می‌گشاید.

## مصرف در جیره دام
قابلیت هضم گاودانه ۸۸ درصد است و دارای ۲۳ درصد پروتئین است و می‌توان از آن به عنوان منبعی از پروتئین در جیره غذایی دام استفاده کرد. گزارش شده‌است در کشور مراکش برخی از دامداران ۳۳ الی ۶۶ درصد کنسانتره مورد استفاده در جیره گاوهای پرواری را از گاودانه استفاده می‌نماید و در گاوهای شیری دو الی ۴ کیلوگرم گاودانه به ازای هر راس گاو برای افزایش شیر استفاده می‌گردد.

## بررسی کاربردهای گاودانه در به زراعی
معمولاً کشت مخلوط گیاهان خانواده‌های غلات با بقولات دارای برتری است. علت این برتری بالا بودن شاخص کلروفیل و در نتیجه آن افزایش فعالیت‌های فتوسنتزی گیاه می‌باشد. به عنوان مثال نتایج برخی بررسی‌ها نشان داده‌است که کلروفیل برگ گاودانه در کشت خالص به‌طور قابل توجهی کمتر از کشت‌های مخلوط بوده. همچنین به نظر می‌رسد این گیاه علاوه بر کشت مخلوط در صورتی که به صورت کشت مخلوط استفاده شود دارای اثرات مفیدی بر روی خاک و کشاورزی‌های بعدی خواهد بود.